# Верховний суд Болгарії
Верховний касаційний суд Болгарії (болг. Върховен касационен съд) — вища судова установа республіки Болгарія.
Розташований у столиці республіки, місті Софія. 
Верховний суд Болгарії є вищою судовою інстанцією у цивільних, кримінальних та комерційних справах. Згідно з конституцією Болгарії головним завданням верховного суду є нагляд за однаковим застосуванням правових норм та узгодження судової практики. 

## Склад та організація
Верховний суд Болгарії складається з трьох судових колегій, кожна з яких відповідає за окрему галузь судочинства, кримінальну, цивільну чи комерційну, колегії у свою чергу поділяються на відділення. Головою колегії може бути голова верховного суду чи його заступники.  Голова Верховного суду призначається на семирічний термін президентом республіки Болгарія за поданням вищої судової ради. Судові засідання проводяться трьома суддями. 

## Пленуми верховного суду
Рішення про скликання пленуму приймається колегіями, в пленумі беруть участь судді верховного суду його голова, генеральний прокурор, голова союзу адвокатів, голови апеляційних судів. Рішення на пленумі приймається звичайною більшістю. Пленуми проходять у закритому режимі.

## Завдання та повноваження
Верховний суд Болгарії:
1. Здійснює правосуддя у цивільних комерційних і кримінальних справах як суд касаційної інстанції.
2. Слідкує за дотриманням закону у судах нижчої інстанції.
3. Забезпечує єдність судової практики.